# Agave salmiana
Espèce
Classification phylogénétique
Agave salmiana (ou Agave de Salm) est une espèce du genre Agave de grande taille, originaire du centre du Mexique.
Cette espèce, parfois appelée aussi Salm-Dick, est dédiée au prince allemand et botaniste Joseph de Salm-Reifferscheidt-Dyck (1773-1861) .

## Description
.

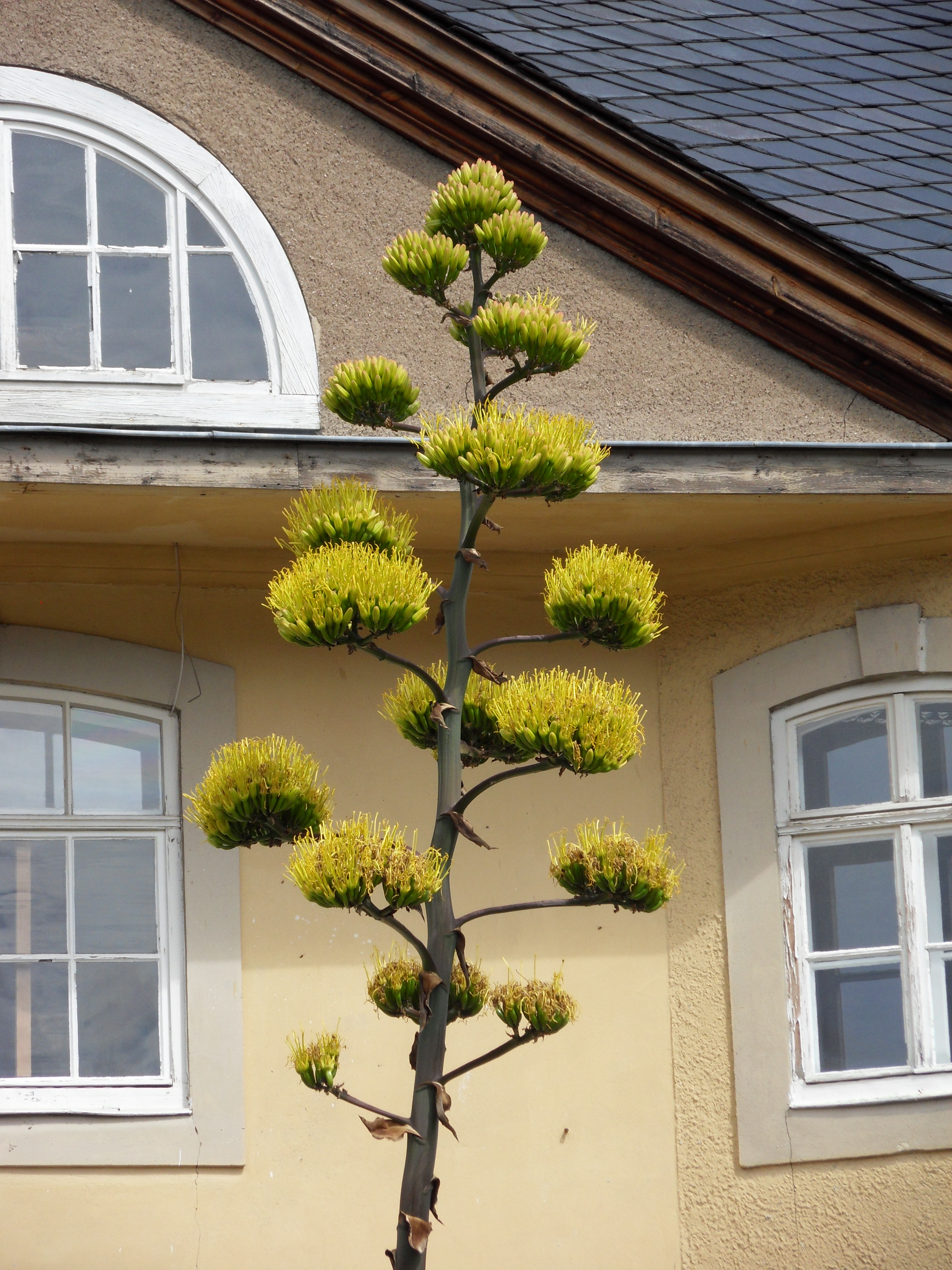
Floraison d'un A. salmiana de variété ferox en Allemagne

A. salmiana présente une rosette spiralée avec de grandes feuilles évasées et dressées. Ces feuilles sont épaisses, de couleur vert foncé avec un gros aiguillon à l'extrémité et de fortes épines sur les bords . Quand une feuille s'est déployée, elle laisse une empreinte dans la feuille située en dessous.
Comme la plupart des agaves, l'espèce est monocarpique, c'est-à-dire qu'elle ne fleurit qu'une fois puis meurt. Cette floraison survient après 15 à 25 ans sous forme d'une hampe florale verticale, pouvant atteindre 4 mètres et portant des fleurs de couleur jaune verdatre .
Les sujets âgés atteignent 1,8 m de haut et les feuilles se situent dans un cercle de 3,6 m de diamètre .
A. salmiana connait une variété Agave salmiana var. ferox parfois appelée Agave ferox qui lui est préférée en culture car elle présente des feuilles encore plus épaisses, avec des épines encore plus acérées (d'où son nom).

## Répartition
Originaire du centre du Mexique, elle a été introduite dans des jardins de climat méditerranéen en Europe et parfois s'en est échappée dans la nature.

## Culture
La culture est facile dans un terrain sableux bien drainé en exposition ensoleillée. Pour une culture en pot, elle nécessite un récipient de très grande taille pour rester d'apparence harmonieuse. Elle peut servir à fixer un talus.
Elle peut supporter un gel léger à condition d'être totalement au sec.
On la multiplie plus facilement par rejets que par semis.

## Synonymes
- Agave atrovirens var. salmiana (Otto ex Salm-Dyck) Maire & Weiller
- Agave atrovirens var. sigmatophylla A. Berger
- Agave chinensis F.P.Sm.
- Agave coarctata Jacobi
- Agave cochlearis Jacobi
- Agave compluviata Trel.
- Agave dyckii H.Jacobsen
- Agave jacobiana Salm-Dyck
- Agave lehmannii Jacobi
- Agave mitraeformis Jacobi
- Agave quiotifera Trel. ex Ochot.
- Agave salmiana var. cochlearis (Jacobi) A.Terracc.
- Agave tehuacanensis Karw. ex Salm-Dyck
- Agave whitackeri H.Jacobsen